# 奇斯蒙-德尔格拉帕
奇斯蒙-德尔格拉帕（義大利語：Cismon del Grappa），是意大利威尼托大区维琴察省的一个市镇。总面积34平方公里，人口1006人，人口密度29.6人/平方公里（2009年）。国家统计（ISTAT）代码为024031。

## 友好城市
- 義大利贾雷 1969年